# 米科拉伊夫卡 (雷舍蒂利夫卡市鎮)
49°27′18″N 34°3′38″E / 49.45500°N 34.06056°E
米科拉伊夫卡（烏克蘭語：Миколаївка）是烏克蘭的村落，位於該國中部波爾塔瓦州，由波爾塔瓦區的雷舍蒂利夫卡市鎮負責管轄，分別距離波蒂喬克0.5公里和帕西基夫卡1.5公里，海拔高度125米，2001年人口190。